# Mesene ostenta
Mesene ostenta är en fjärilsart som beskrevs av Hans Ferdinand Emil Julius Stichel 1923. Mesene ostenta ingår i släktet Mesene och familjen Riodinidae. Inga underarter finns listade i Catalogue of Life.